# Tsareva poljana
Tsareva poljana (bulgariska: Царева поляна) är ett distrikt i Bulgarien.   Det ligger i kommunen Obsjtina Stambolovo och regionen Chaskovo, i den centrala delen av landet, 210 km sydost om huvudstaden Sofia.
Trakten runt Tsareva poljana består till största delen av jordbruksmark. Runt Tsareva poljana är det ganska glesbefolkat, med 38 invånare per kvadratkilometer.